# Стари град Вевержи
Замак Вевержи (чеш. Hrad Veveří) - краљевски замак налази се 12km северозападно од Брна. Један од најраспростањенијих и најстаријих замкова не само у Моравској већ и у целој Чешкој републици. Најлепши поглед на замак пружа се са палубе туристичких бродова који плове на језеру код Брна. Према најстаријим изворима град Вевержи је саграђен 1059. године. Први писмени податак о овом здању датира из 1213. године.
Некадашњи британски премијер Винстон Черчил је боравио три пута на овом месту.

## Галерија
- Стари град Вевержи
- слика Мадона из Вевержа
- Луксембуршки Бедеми
- Стари град Вевержи